# Samantha: An American Girl Holiday
Samantha: An American Girl Holiday ist ein US-amerikanisches Filmdrama aus dem Jahr 2004, das unter der Regie von Nadia Tass gedreht wurde. Der Film ist basiert auf einem Buch von Valerie Tripp. Er war der erste in der Reihe von American-Girl-Filmen und das Filmdebüt von Hauptdarstellerin AnnaSophia Robb.
In Deutschland wurde der Film bislang nicht veröffentlicht. Bei der Erstausstrahlung im Pay-TV bei Premiere 1 am 16. April 2006 lief der Film unter dem Titel Samantha – Ein neues Leben in New York.

## Handlung
Samantha ist ein Mädchen, das zu Beginn des 20. Jahrhunderts aufwächst. Sie wächst bei ihrer Großmutter auf, da ihre Eltern verstorben sind. Es wird erwartet, dass sie sich wie eine Dame benimmt. Eines Tages kommen neue Bedienstete im Nachbarhaus an, ein Vater und seine drei Töchter. Samantha freundet sich schnell mit Nellie, der Ältesten, an. Doch eines Tages nimmt Samanthas Onkel sie mit nach New York. Nellies Vater stirbt und sie verschwindet mit ihren beiden Schwestern in einem Waisenhaus. Samantha ist entschlossen, Nellie zu finden und ihr zu helfen.

## Auszeichnungen
Bei den Young Artist Awards 2005 erhielt Olivia Ballantyne den Preis für die beste Nebendarstellerin in einem Fernsehfilm, einer Miniserie oder einem Spezial. Der Film sowie die Hauptdarstellerin AnnaSophia Robb wurden jeweils nominiert, erhielten jedoch keine Auszeichnung.